# ヒドロコドン
ヒドロコドン（Hydrocodone, 別名dihydrocodeinone）とはコデインから合成される半合成オピオイドであり、ケシから抽出されるアルカロイドの一つ。麻薬性鎮痛薬として、中等～重度の疼痛軽減のために経口投与されるほか、鎮咳剤として一般的には液剤として経口投与される。
アメリカ合衆国ではアセトアミノフェンとの合剤であるバイコディン（Vicodin）が有名。主に米国内で処方されており、国際麻薬統制委員会は、2007年には世界供給量の99％が米国で消費されたと報告している。
非常に依存性が強く、米国内では深刻な社会問題となっている。2018年現在、日本では承認されていない。

## 医療用途
鎮痛剤として中等度から重度の痛みの緩和、もしくは鎮咳薬として使用されている 。
オキシコドンとの力価を比較したある研究では、オキシコドンと同程度の瞳孔収縮を達成するためには、50％多くヒドロコドン投与が必要だと分かった。研究者らはこれを、オキシコドンはヒドロコドンより約50％強力であると解釈している。しかし救命救急部門における骨折患者を対象とした研究では、どちらの薬剤も同等量で同程度の疼痛緩和が得られるとし、この目的の疼痛管理に使用された場合にはほとんど差がないことが判明している。
いくつかの文献では、ヒドロコドンの鎮痛作用は20-30分で始まり、約4-8時間持続すると記している。
メーカー公表データでは、作用開始は約10-30分であり、持続時間は約4-6時間である。推奨投与間隔は4–6時間である。

## 副作用
ヒドロコドンは身体的依存および精神的依存を引き起こし、嗜癖を形成しうる。その乱用形態はモルヒネに似ており、オキシコドンには似ていない。

## 歴史
米国政府は2014年にヒドロコドンの処方規則を厳格化し、規制物質法のスケジュールIIIからスケジュールIIに変更した。
ヒドロコドンは、2011年に米国で約10万件の薬物乱用関連の救急搬送に関与しており、これは2004年の2倍以上の数字である。

## 依存症
商品として流通しているバイコディンは強い依存性がある一方で、アメリカでは処方箋があれば簡単に入手できることから深刻な社会問題になっている。この問題についてはデイミアン・トンプソン『依存症ビジネス』（ダイヤモンド社、2014年）に詳しい。
著名な依存症患者としては、エミネム、ジェイミー・リー・カーティス、マシュー・ペリー、コートニー・ラブ、タイガー・ウッズ、ケリー・オズボーンなどが知られる。
アメリカでは『Dr.HOUSE』など、テレビドラマ等においてバイコディンがしばしば扱われている。